# Hammerstein Ballroom
El Hammerstein Ballroom consta de 12.000 pies cuadrados (1.115 m²) y está ubicado en el Manhattan Center Studios en la calle 311 West 34th de Manhattan, Nueva York, Estados Unidos. Es conocido por su aspecto elegante y excelente diseño acústico. La capacidad del Ballroom depende de la configuración de la sala, tiene capacidad para 2.500 personas para producciones teatrales y musicales, y varios eventos que se celebran dentro de un anillo central. Los dos balcones principales, tienen capacidad de un total de 1200 personas. Hay seis balcones poco profundos que se utilizan normalmente para invitados famosos.Y los sesgos de piso hasta el área del escenario para que los de las filas de atrás puedan ver con facilidad.

## Historia
El Manhattan Center fue construido en 1906 por Oscar Hammerstein como el Manhattan Opera House, una alternativa a la popular ópera metropolitana todavía relativamente costosa. En 1910, el Metropolitan Opera de Hammerstein pago $ 1,2 millones de dólares, para dejar de operar el Manhattan Opera House como un lugar opera durante diez años. Esto llevó al teatro una elaborada decoración que se utiliza para una variedad de eventos, incluyendo espectáculos de vodevil.
La titularidad del centro cambió de manos varias veces durante las siguientes décadas, el teatro se convierte en un gran salón de baile y se utiliza como un templo masón en la década de 1930 y una sede sindical en la década de 1940 antes de caer en desuso en la década de 1970, antes de ser comprado por la iglesia de la Unificación Sun Myung Moon, actual propietario del salón de baile. El edificio fue renombrado Manhattan Center Studios en 1986, y en 1997 el antiguo teatro pasó a llamarse Hammerstein Ballroom y se restauró completamente, con el techo pintado a mano está completamente restaurado.

## Acontecimientos notables

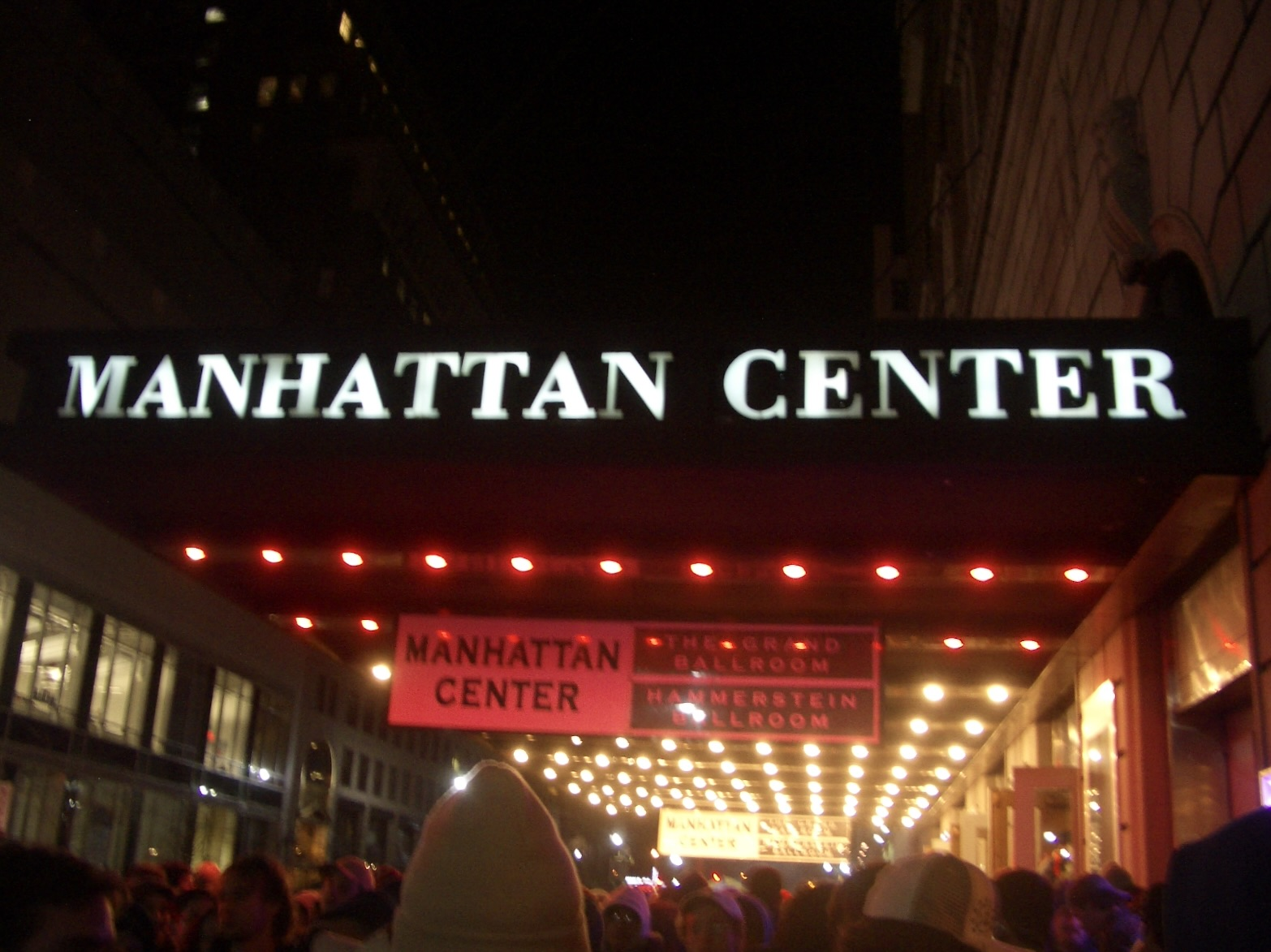

El Hammerstein Ballroom ha acogido las actuaciones de una gran variedad de actos musicales.
La lucha libre profesional de promoción de ECW realizó algunos de sus eventos en el Ballroom. A partir de agosto de 2000, ECW realizó dos espectáculos de nuevo allí, en la primera noche, un torneo de una noche se llevó a cabo para el Campeonato Mundial de ECW Tag Team, cuando los títulos estaban desocupados en mayo de 2000. ECW celebraría dos pagos por evento, una llamada Masacre de ECW en la calle 34 en diciembre de 2000, y luego ECW Guilty as Charged, que sería el último ECW pay-per-view. El Ballroom entonces ha acogido a los dos primeros promovido WWE ECW One Night Stand de pago por visión, en junio de 2005 y junio de 2006. El 23 de septiembre de 2010, Total Nonstop Action Wrestling celebrará su show en el salón de baile por primera vez. 
Patti LaBelle grabó su DVD Live! One Night Onlyen un concierto con entradas agotadas en el Hammerstein Ballroom, con Luther Vandross y Mariah Careycomo invitados especiales. Fue lanzado en 1998 y más tarde le valió un premio Grammy por su desempeño sobresaliente.
En 1997 se convierte en escenario de la serie MTV Unplugged, cuyos anfitrión fue el cantante y productor estadounidense Kenneth "Babyface" Edmonds. El show tuvo como invitados a Eric Clapton y a Stevie Wonder. Posteriormente en el mismo escenario, el cantante y guitarrista canadiense Bryan Adams tendría su propio show acústico contando con la participación de una orquesta de cuerdas conformada por estudiantes de Juilliard School.
La popular banda de rock O.A.R. publicó un álbum en vivo en 2004, 34th & 8th, que fue grabado en el Hammerstein Ballroom.
La banda de pop punk All Time Low grabó su DVD, Straight to DVD, en el Hammerstein.
En 2002, NASCAR celebró su celebración anual de fin de temporada con una entrega de premios en el Ballroom, la única vez desde 1985 la ceremonia de fin de temporada de premios no se llevó a cabo en el Salón Gran Hotel Waldorf-Astoria.
La banda de rock Korn grabó su DVD, titulado simplemente Live at the Hammerstein Ballroom.
Además, el Ballroom también se ha utilizado para organizar convenciones, exposiciones de arte y cenas formales.
Iron Maiden ofreció en el Ballroom una serie de cuatro conciertos en el marco del Dance of Death Tour, en enero de 2004, siendo el segundo de estos detenido debido a que un miembro de la audiencia rompió una cerveza en la caja de resonancia, y el último cancelado por conflictos de programación.
Varias temporadas de America's Got Talent se han grabado allí.
Nicki Minaj actuó ante una multitud que agotó la boletería en Acción de Gracias de 2010 con Drake, Rihanna, Kanye West, Keyshia Cole, y Busta Rhymescomo invitados especiales.
30 Seconds To Mars actuó en el Ballroom para su concierto Numer 300, con un récord mundial de boletería agotada, el 7 de diciembre de 2011.
El 21 de septiembre de 2012, la cantante Thalía ofreció un concierto privado en el Ballroom de Nueva York ante unas 1200 personas, cuyo fin fue dar una vista previa de su próximo disco, así como revelar el nombre, que pasaría a conocerse como Habítame Siempre.
El 21 de febrero de 2016, Hammerstein Ballroom es la Sede del Sorteo Copa América Centenario